# Кувакино (Ярославская область)
Кувакино — село в Некрасовском районе Ярославской области России. Входит в состав Высоковского сельского округа сельского поселения Бурмакино.

## География
Село находится на востоке центральной части области, в зоне хвойно-широколиственных лесов, при автодороге 78К-0040, на расстоянии примерно 29 километров (по прямой) к югу от посёлка городского типа Некрасовское, административного центра района. Абсолютная высота — 151 метр над уровнем моря.

### Климат
Климат характеризуется как умеренно континентальный, с умеренно холодной зимой и тёплым летом. Среднегодовая температура воздуха — 3,2 °C. Средняя температура воздуха самого холодного месяца (января) — −11,7 °C (абсолютный минимум — −50 °C); самого тёплого месяца (июля) — 17,6 °C (абсолютный максимум — 35 °C). Годовое количество атмосферных осадков составляет около 554 мм, из которых большая часть выпадает в тёплый период.

## История
В XVII веке по административно-территориальному делению село входило в состав Костромского уезда в Нерехотский стан. 25 августа 1448 года  выдана жалованная тарханная и несудимая грамота великой княгини Софии Витовтовны Троице-Сергиева монастыря игумену Мартиниану на село Кувакинское, в Нерехте: «Се яз княгиня великая Софья пожаловала есмь игумена Мартиниана [преп. Мартиниан Белозерский] Сергеева монастыря з братею, или кто по нем иныи игумен будет. Что у них село в моеи волости в Нерехте Кувакинское и з деревнями и с пустошми...». В 1593 году «в селе Кувакине храм Чудо арх. Михаила древян вверх, а церковное строение, образы и книги и ризы и колокола монастырское, да в село ж Кувакино принесли на сбереженье с пуста, [князя Ивана Куракина] крестьянин села Пружинина Пятунка Дементьев, да [боярина князя Федора Михайловича Троекурова] крестьянин  Пятунка Прокофьев, Федка Девятого (?), образ Николы чудотворца, а казны принесли с образом: крест воздвизалной серебром обложен, да двои ризы полотняные, да стихарь, да 3 трефолоя, да полууставье, да паникадило большое медное, и ныне в селе в Кувакине в церкви стоит образ Николы чуд., а крест воздвизалной, двои ризы полотняные, да стихари, да 3 трефолоя, да полууставье, и паникадило из села Кувакина из церкви взяли в село Федоровское к Рождеству Пречистые на освящение храма черной священник Герман, да и по ся места в селе Федоровском в церкви Рождества Пречистые, да в селе ж двор попов, двор понамарев, двор проскурницын, да 3 кельи, а в них живут нищие, а питаютца о церкви Божии, а крестьянских 25 дворов, а бобылских 7 дворов, да двор пуст...». В 1628 году упоминается церковь «Михаила архангела в селе Кувакине». 22 июля 1736 года в селе Кувакине волею Божиею в пожарное время церковь во имя арх. Михаила с приделом Николая чуд. сгорела, а престолы и сосуды и антиминсы и св. образы вынесли невредимо, а крестьяне купили в селе Федоровском старую церковь, которая и освящена была во имя Николая чудотворца и стояла без пения многие годы, а в том ... селе Федоровском в 1728 году построена вновь церковь. Каменная Архангельская церковь в селе с такой же колокольней построена в 1777 году на средства прихожан. Церковь была обнесена каменной оградой, внутри которой находилось приходское кладбище. Престолов было два: в холодной во имя Архистратига Михаила, в теплой во имя святителя Николая Чудотворца.
В конце XIX — начале XX века село входило в состав Федоровской волости Нерехтского уезда Костромской губернии, с 1918 года — Иваново-Вознесенской губернии.
С 1929 года село являлось центром Кувакинского сельсовета Нерехтского района, с 1944 года — в составе Бурмакинского района, с 1954 года — в составе Высоковского сельсовета, с 1959 года — в составе Некрасовского района, с 2005 года — в составе сельского поселения Бурмакино.

## Население
| 1872 | 1897 | 1907 | 2002 | 2007 | 2010 |
| ---- | ---- | ---- | ---- | ---- | ---- |
| 407  | ↗537 | ↗621 | ↘86  | ↘67  | ↘56  |

### Национальный состав
Согласно результатам переписи 2002 года, в национальной структуре населения русские составляли 87 % из 86 чел.

## Достопримечательности
В селе расположена действующая Церковь Михаила Архангела (1777).